# Alchemilla smaragdina
Alchemilla smaragdina é uma espécie de rosácea do gênero Alchemilla, pertencente à família Rosaceae.